# Llista de topònims de Conat
Llista de topònims (noms propis de lloc) de Conat (Conflent).
Informació actualitzada per un bot. Els canvis manuals es perdran quan s'actualitzi!

## dolmen
| imatge | Nom                           | Ubicat a      | instància de | Detalls | coordenades                                                                            | Protecció | Commons (més fotos) | Dades a WD                    |
| ------ | ----------------------------- | ------------- | ------------ | ------- | -------------------------------------------------------------------------------------- | --------- | ------------------- | ----------------------------- |
|        | Dolmen de Miralles            | Conat Orbanyà | dolmen       |         | 42° 38′ 10″ N, 2° 19′ 46″ E / 42.636166666667°N,2.3293888888889°E 1214 msnm            |           |                     | Modifica les dades a Wikidata |
|        | Dolmen del Roc de l'Home Mort | Conat         | dolmen       |         | 42° 37′ 53″ N, 2° 21′ 30″ E / 42.63128889°N,2.35842778°E Roc de l'Home Mort 944.9 msnm |           |                     | Modifica les dades a Wikidata |
|        | Dolmen del Roc de les Creus   | Conat         | dolmen       |         | 42° 37′ 42″ N, 2° 21′ 35″ E / 42.62824444°N,2.35985278°E 907 msnm                      |           |                     | Modifica les dades a Wikidata |
|        | dolmen del Camp de la Coma    | Conat         | dolmen       |         | 42° 37′ 24″ N, 2° 21′ 36″ E / 42.623361111111°N,2.3599722222222°E                      |           |                     | Modifica les dades a Wikidata |

## església
| imatge | Nom                             | Ubicat a | instància de          | Detalls                                                                           | coordenades                                                     | Protecció                     | Commons (més fotos)                  | Dades a WD                    |
| ------ | ------------------------------- | -------- | --------------------- | --------------------------------------------------------------------------------- | --------------------------------------------------------------- | ----------------------------- | ------------------------------------ | ----------------------------- |
|        | Sant Joan de Conat              | Conat    | església Ús: església | Estil: arquitectura romànica Anomenat per: Joan Baptista Dedicat a: Joan Baptista | 42° 36′ 49″ N, 2° 21′ 28″ E / 42.6137°N,2.3578°E 653.8 msnm     | monument històric inventariat | Église Saint-Jean-Baptiste de Conat  | Modifica les dades a Wikidata |
|        | Santa Margarida de Nabilles     | Conat    | església Ús: església | Estil: arquitectura romànica Dedicat a: Margarida d'Antioquia                     | 42° 37′ 19″ N, 2° 21′ 38″ E / 42.621821°N,2.360598°E 854.9 msnm |                               | Église Sainte-Marguerite de Nabilles | Modifica les dades a Wikidata |
|        | església de Santa Creu de Conat | Conat    | església Ús: església | Estil: arquitectura romànica Anomenat per: Veracreu Dedicat a: Veracreu           | 42° 36′ 38″ N, 2° 22′ 31″ E / 42.6105°N,2.37516°E 645.5 msnm    |                               | Église Sainte-Croix de Conat         | Modifica les dades a Wikidata |

## localitat
| imatge | Nom      | Ubicat a | instància de | Detalls | coordenades                                                     | Protecció | Commons (més fotos) | Dades a WD                    |
| ------ | -------- | -------- | ------------ | ------- | --------------------------------------------------------------- | --------- | ------------------- | ----------------------------- |
|        | Nabilles | Conat    | localitat    |         | 42° 37′ 33″ N, 2° 21′ 18″ E / 42.6258°N,2.355°E 945.4 msnm      |           |                     | Modifica les dades a Wikidata |
|        | Vellans  | Conat    | localitat    |         | 42° 37′ 03″ N, 2° 19′ 18″ E / 42.6175°N,2.32166667°E 660.1 msnm |           |                     | Modifica les dades a Wikidata |

## muntanya
| imatge | Nom                         | Ubicat a              | instància de | Detalls | coordenades                                                                        | Protecció | Commons (més fotos) | Dades a WD                    |
| ------ | --------------------------- | --------------------- | ------------ | ------- | ---------------------------------------------------------------------------------- | --------- | ------------------- | ----------------------------- |
|        | Cim del Bastard             | Conat Rià i Cirac     | muntanya     |         | 42° 35′ 54″ N, 2° 24′ 34″ E / 42.598397222222225°N,2.4095472222222223°E 542 msnm   |           |                     | Modifica les dades a Wikidata |
|        | Pic del Solempí             | Conat                 | muntanya     |         | 42° 36′ 33″ N, 2° 22′ 54″ E / 42.609218516653414°N,2.3817242683658093°E 641.1 msnm |           |                     | Modifica les dades a Wikidata |
|        | Roc Punxut                  | Conat                 | muntanya     |         | 42° 36′ 06″ N, 2° 19′ 39″ E / 42.601641666666666°N,2.327386111111111°E 1389.7 msnm |           |                     | Modifica les dades a Wikidata |
|        | Roc Rodon                   | Conat                 | muntanya     |         | 42° 36′ 12″ N, 2° 19′ 09″ E / 42.60328°N,2.319258°E 1427.1 msnm                    |           |                     | Modifica les dades a Wikidata |
|        | Roc Roig de la Serra Pelada | Conat Noedes Serdinyà | muntanya     |         | 42° 36′ 02″ N, 2° 18′ 22″ E / 42.60065278°N,2.30606389°E 1669.2 msnm               |           |                     | Modifica les dades a Wikidata |
|        | Roc de Jornac               | Conat Orbanyà         | muntanya     |         | 42° 37′ 38″ N, 2° 19′ 42″ E / 42.62711667°N,2.32828889°E 1049 msnm                 |           |                     | Modifica les dades a Wikidata |
|        | Roc de l'Home               | Conat                 | muntanya     |         | 42° 36′ 37″ N, 2° 18′ 54″ E / 42.61018055555556°N,2.314936111111111°E 1076.9 msnm  |           |                     | Modifica les dades a Wikidata |
|        | Roc de l'Home Mort          | Conat                 | muntanya     |         | 42° 37′ 53″ N, 2° 21′ 31″ E / 42.631408°N,2.358617°E 948.5 msnm                    |           |                     | Modifica les dades a Wikidata |
|        | Roc de la Collada           | Conat                 | muntanya     |         | 42° 36′ 45″ N, 2° 19′ 18″ E / 42.61237222222222°N,2.3218027777777777°E 960.7 msnm  |           |                     | Modifica les dades a Wikidata |
|        | Roc del Crest               | Conat                 | muntanya     |         | 42° 36′ 08″ N, 2° 19′ 42″ E / 42.602261°N,2.328214°E 1396.9 msnm                   |           |                     | Modifica les dades a Wikidata |
|        | Roca Roja                   | Conat                 | muntanya     |         | 42° 36′ 05″ N, 2° 19′ 22″ E / 42.601409°N,2.322685°E 1482.7 msnm                   |           |                     | Modifica les dades a Wikidata |

## Misc
| imatge | Nom                                                        | Ubicat a             | instància de                            | Detalls                                                 | coordenades | Protecció                   | Commons (més fotos)                  | Dades a WD                    |
| ------ | ---------------------------------------------------------- | -------------------- | --------------------------------------- | ------------------------------------------------------- | --- | --------------------------- | ------------------------------------ | ----------------------------- |
|        | Arletes                                                    | Conat                | vilatge                                 |                                                         | 42° 38′ 05″ N, 2° 20′ 09″ E / 42.63477778°N,2.33594444°E 945.4 msnm                                                                           |                             | Conat                                | Modifica les dades a Wikidata |
|        | Bosc Comunal de Conat                                      | Conat                | bosc comunal                            | Superfície: 3.11km²                                     | 42° 36′ 15″ N, 2° 20′ 00″ E / 42.604166666667°N,2.3333333333333°E                                                                             |                             |                                      | Modifica les dades a Wikidata |
|        | Castell de Conat                                           | Conat                | castell                                 |                                                         | 557.2 msnm |                             |                                      | Modifica les dades a Wikidata |
|        | Coll de Marçac                                             | Conat Noedes Orbanyà | port de muntanya                        |                                                         | 42° 37′ 29″ N, 2° 16′ 22″ E / 42.624861°N,2.272825°E 1046.8 msnm                                                                              |                             |                                      | Modifica les dades a Wikidata |
|        | Reserva Natural de Conat                                   | Conat                | reserva natural nacional àrea protegida | 1986-10-23 1986 Superfície: 549 548803ha                | 42° 36′ 17″ N, 2° 19′ 56″ E / 42.604722222222°N,2.3322222222222°E                                                                             |                             | Réserve naturelle nationale de Conat | Modifica les dades a Wikidata |
|        | Ribera de Noedes                                           | Noedes Conat         | curs d'aigua                            |                                                         | 42° 37′ 44″ N, 2° 16′ 24″ E / 42.62901388888889°N,2.2732833333333335°E 42° 36′ 51″ N, 2° 21′ 26″ E / 42.61417222222222°N,2.3571944444444446°E |                             |                                      | Modifica les dades a Wikidata |
|        | Santa Magdalena de Conat                                   | Conat                | capella Ús: església                    | Estil: arquitectura romànica Dedicat a: Maria Magdalena | 42° 36′ 50″ N, 2° 21′ 19″ E / 42.613947°N,2.355307°E                                                                                          |                             | Chapelle Sainte-Madeleine de Conat   | Modifica les dades a Wikidata |
|        | casa de la vila de Conat                                   | Conat                | instal·lació Ús: seu del govern local   |                                                         | 42° 36′ 46″ N, 2° 21′ 29″ E / 42.6127954028593°N,2.35798659486424°E fr:66500 CONAT                                                            |                             | Town hall of Conat                   | Modifica les dades a Wikidata |
|        | inscripció commemorativa a la llinda de Sant Joan de Conat | Conat                | placa commemorativa                     |                                                         | Sant Joan de Conat | monument històric catalogat |                                      | Modifica les dades a Wikidata |